# Isabelle Arène
Isabelle Arène est une plongeuse française née le 5 mai 1958.

## Biographie
Aux Jeux olympiques d'été de 1980 à Moscou, elle termine 24e du plongeon sur tremplin à 3 mètres.
Elle est sacrée à quatorze reprises championne de France de plongeon.
Elle est la fille des nageurs Julien et Josette Arène, et la sœur de la nageuse Véronique Arène.